# Paul Herman
Paul Herman, (New York, 1946. március 29. – New York, 2022. március 29.) amerikai színész. Legismertebb szerepe Randy volt David O. Russell Napos oldal (2012) című drámájában, illetve Suttogó DiTullio Martin Scorsese Az ír (2019) című gengszterfilmjében.

## Élete
Herman többnyire alvilági figurákat szeretett eljátszani, szerepelt a Maffiózókban is. Többször dolgozott Martin Scorsesevel, a Nagymenőkben drogdíler volt és Henry Hill (Ray Liotta) pittsburghi kapcsolata, a Casino című filmben meg a szerencsejátékos, aki a telefonfülkéhez siet, hogy ugyanazt a fogadást tegye meg, mint Sam Rothstein (való életben Frank Rosenthal akit Robert De Niro alakított), az Írben pedig suttogót alakította, aki fel akart robbantatni az írrel (Frank Sheeran) egy mosodát.
A 2009-es Őrült szív című filmben Herman játszotta Jeff Bridges karakterének menedzserét.
Herman (többedmagával) megkapta a Screen Actors Guild-díjat és a Critics Choice-díjat (Kritikusok hangja) a 2013-as Amerikai botrány című filmben nyújtott alakításáért (legjobb szereplőgárda). 
Herman a testvérével, Charlie-val együtt a Columbus Cafe-t nevű kávézót vezette az 1990-es években. A Lincoln Centerrel szemben található vendéglátó egységben gyakran híres színészek, balett-táncosok, gengszterek, valamint FBI és DEA ügynökök is megfordultak. Herman egy kis tulajdonrésszel is rendelkezett a kávézóban, Mikhail Baryshnikovval, valamint más színészekkel együtt. 

## Halála
Herman 2022. március 29-én, 76. születésnapján halt meg. Testét elhamvasztották, a hamvakat T. Keaton Woods, Herman régi kollégája és menedzsere őrzi.

## Szerepei

### Film
| Év   | Cím (zárójelben az eredeti cím)                              | Szerep                                                                | Megjegyzés/magyar szinkron                                                                                |
| ---- | ------------------------------------------------------------ | --------------------------------------------------------------------- | --- |
| 1982 | (Dear Mr. Wonderful)                                         | Hesh                                                                  | |
| 1983 | Örökkön örökség (Easy Money)                                 | Bártulajdonos                                                         | |
| 1984 | Volt egyszer egy Amerika (Once Upon a Time in America)       | Monkey                                                                | olasz film Orosz István (1. szinkron) Kapácsy Miklós (2. szinkron)                                        |
| 1985 | Kairó bíbor rózsája (The Purple Rose of Cairo)               | Pennydobáló                                                           | |
| 1986 | Lőtávolban (At Close Range)                                  | Eladó                                                                 | |
| 1986 | A pénz színe (The Color of Money                             | Játékos a kaszinóban                                                  | Felföldi László                                                                                           |
| 1987 | Alkalom szüli a milliomost (The Squeeze)                     | Freddy                                                                | |
| 1987 | A rádió aranykora (Radio Days)                               | Betörő                                                                | Usztics Mátyás                                                                                            |
| 1988 | A nagy kékség (Le grand bleu)                                | Taxisofőr az USA-ban                                                  | Francia film                                                                                              |
| 1988 | Krisztus utolsó megkísértése (The Last Temptation of Christ) | Fülöp apostol                                                         | Izsóf Vilmos                                                                                              |
| 1988 | Segítség, felnőttem! (Big)                                   | Skizofrén                                                             | |
| 1989 | New York-i történetek (New York Stories)                     | Rendőr / Clifford, az ajtónálló / Rendőr (Mindhárom részben szerepel) | Rendőr - Dobránszky Zoltán Clifford, az ajtónálló - Trokán Péter Flynn nyomozó - Trokán Péter             |
| 1989 | White Hot                                                    | Vinnie                                                                | |
| 1989 | Gyilkos tánc (Rooftops)                                      | Jimmy                                                                 | |
| 1989 | A vér szava (Next of Kin)                                    | Tony Antonelli nyomozó                                                | Kárpáti Tibor                                                                                             |
| 1990 | Cadillac Man                                                 | Tony DiPino                                                           | Tolnai Miklós (1. szinkron) Áron László (2. szinkron)                                                     |
| 1990 | Viszem a bankot (Quick Change)                               | Kihallgató rendőr                                                     | |
| 1990 | Nagymenők (Goodfellas)                                       | Kábítószerkereskedő                                                   | Jakab Csaba (1. szinkron) Imre István (2. szinkron) Végh Ferenc (3. szinkron) Katona Zoltán (4. szinkron) |
| 1991 | Billy Bathgate                                               | Bűnöző                                                                | |
| 1992 | Levesben (In the Soup)                                       | Autókölcsönző alkalmazottja                                           | |
| 1994 | Somebody to Love                                             | "Pinky"                                                               | |
| 1995 | Terrified                                                    | Keményfiú                                                             | |
| 1995 | Hatalmas Aphrodité (Mighty Aphrodite)                        | Ricky barátja                                                         | |
| 1995 | Casino                                                       | Szerencsejátékos aki a telefonhoz rohan                               | |
| 1995 | Szemtől szemben (Heat)                                       | Heinz őrmester                                                        | |
| 1996 | Kiruccanók The Daytrippers                                   | Leon                                                                  | Független film                                                                                            |
| 1996 | A rajongó (The Fan)                                          | Koszos öltönyös fickó                                                 | |
| 1996 | Pokoli lecke (Sleepers)                                      | Bírósági végrehajtó                                                   | |
| 1997 | Apák napja (Fathers' Day)                                    | Mr. Barmore                                                           | Móni Ottó                                                                                                 |
| 1997 | Tégy egy szívességet! (Trading Favors)                       | Csapos                                                                | Pálfai Péter                                                                                              |
| 1997 | Cop Land                                                     | Karneváli munkás                                                      | |
| 1997 | Fönn a csúcson (Top of the World)                            | Inas                                                                  | |
| 1997 | Pancsolj, pancser! (Hugo Pool)                               | Rabbi                                                                 | |
| 1998 | Sztár a lelke mindennek (Starstruck)                         | Saul Spengler                                                         | |
| 1998 | A közellenség (Enemy of the State)                           | Carlos                                                                | |
| 2001 | 15 perc hírnév (15 Minutes)                                  | Paulie nyomozó                                                        | Kajtár Róbert                                                                                             |
| 2002 | Még egy kis pánik (Analyze That)                             | Joey Boots                                                            | |
| 2007 | Az éjszaka urai (We Own the Night)                           | Spiro Giavannis százados                                              | |
| 2008 | Minden azzal kezdődött (What Just Happened)                  | Jerry                                                                 | |
| 2009 | Őrült szív (Crazy Heart)                                     | Jack Greene                                                           | Kertész Péter                                                                                             |
| 2010 | Utódomra ütök (Little Fockers)                               | Karikatúrista                                                         | |
| 2012 | Napos oldal Silver Linings Playbook                          | Randy                                                                 | Harsányi Gábor                                                                                            |
| 2013 | Amerikai botrány (American Hustle)                           | Alfonse Simone                                                        | Jakab Csaba                                                                                               |
| 2015 | Joy                                                          | Puskás ember                                                          | |
| 2019 | Az ír (The Irishman)                                         | 'Suttogó' DiTullio                                                    | Utolsó filmje Varga T. József                                                                             |

### Televízió
| Év        | Cím (zárójelben az eredeti cím) | Szerep              | Megjegyzés/Magyar szinkron                                                 |
| --------- | ------------------------------- | ------------------- | -------------------------------------------------------------------------- |
| 1985      | Brass                           | Egyenruhás tiszt    | TV-film                                                                    |
| 1985      | Our Family Honor                |                     | "Pilot" részben                                                            |
| 1985      | The Equalizer                   | Ben                 | "Back Home" című részben                                                   |
| 1986      | One Life to Live                | Axel                | "#1.4638" részben                                                          |
| 1986      | Spenser: For Hire               | Morgan Evans        | "And Give Up Show Biz?" című részben                                       |
| 1987      | Saturday Night Live             | Bowler              | "Charlton Heston/Wynton Marsalis" című részben                             |
| 1988      | Miami Vice                      | Jimmy Roth          | "IV/19. rész: A pokol tornácán" (Blood & Roses) című részben Balázsi Gyula |
| 1997      | Nyomvonal On the Line           | Ed Carlin nyomozó   | TV-film Balázsi Gyula                                                      |
| 2000-2007 | Maffiózók (The Sopranos)        | Peter Beansie Gaeta | 5 részben                                                                  |
| 2004–2010 | Törtetők (Entourage)            | Marvin              | 6 részben                                                                  |

## Fordítás
- Ez a szócikk részben vagy egészben  a   Paul Hermans című angol Wikipédia-szócikk fordításán alapul.  Az eredeti cikk szerkesztőit annak laptörténete sorolja fel. Ez a jelzés csupán a megfogalmazás eredetét és a szerzői jogokat jelzi, nem szolgál a cikkben szereplő információk forrásmegjelöléseként.